# 腾越枇杷
腾越枇杷（学名：Eriobotrya tengyuehensis）为蔷薇科枇杷属的植物。分布于缅甸以及中国大陆的云南等地，生长于海拔1,700米至2,500米的地区，多生于山坡杂木林中，目前尚未由人工引种栽培。